# 전라남도 (일제강점기)

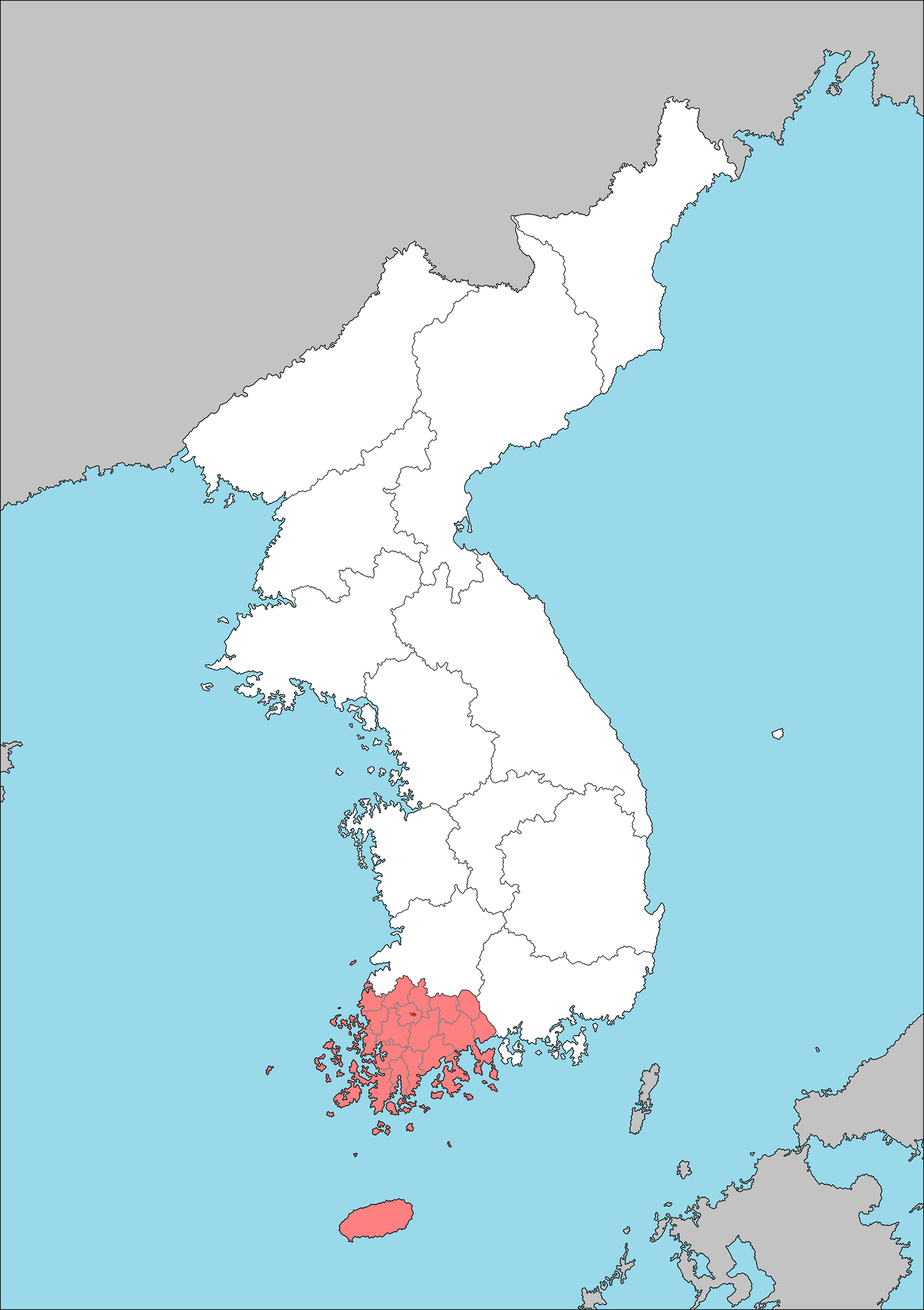
1945년의 전라남도.

전라남도(全羅南道, 일본어: 全羅南道, ぜんらなんどう 젠라난도[*])는 일제강점기였던 1910년부터 1945년까지 존재했던 행정 구역 가운데 하나로 도청 소재지는 광주부이며 면적은 13,887.37km2(1940년 당시 기준), 인구는 2,749,969명(1944년 당시 기준), 인구 밀도는 198.0명/km2이다. 현재의 대한민국의 전라남도, 광주광역시, 제주특별자치도에 걸쳐 있었으며 2개 부, 21개 군, 1개 도를 관할했다.

## 인구
| 연도   | 인구        | 인구 그래프 | 비고 |
| ------ | ----------- | ----------- | ---- |
| 1925년 | 2,158,513명 |             |      |
| 1930년 | 2,332,256명 |             |      |
| 1935년 | 2,508,346명 |             |      |
| 1940년 | 2,638,969명 |             |      |
| 1944년 | 2,749,969명 |             |      |

1944년(쇼와 19년)에 실시된 인구 조사에서는 다음과 같은 인구가 분포했다.
- 전체 인구: 2,749,969명
  - 일본인: 41,954명
  - 조선인: 2,707,393명
  - 그 외의 민족: 622명

## 행정 구역
행정 구역은 1945년(쇼와 20년) 당시를 기준으로 한다.

### 부
- 광주부 (光州府, 고슈부)
- 목포부 (木浦府, 못포부)

### 군
- 광산군 (光山郡, 고산군)
  - 송정읍(松汀邑), 효지면(孝池面), 석곡면(石谷面), 지산면(芝山面), 비아면(飛鴉面), 하남면(河南面), 임곡면(林谷面), 동곡면(東谷面), 대촌면(大村面), 서창면(西倉面), 극락면(極樂面), 서방면(瑞坊面)
- 담양군 (潭陽郡, 단요군)
  - 담양읍(潭陽邑), 봉산면(鳳山面), 월산면(月山面), 금성면(金城面), 용면(龍面), 무정면(武貞面), 창평면(昌平面), 고서면(古西面), 남면(南面), 대덕면(大德面), 수북면(水北面), 대전면(大田面)
- 곡성군 (谷城郡, 고쿠조군)
  - 곡성면(谷城面), 오곡면(梧谷面), 삼기면(三岐面), 석곡면(石谷面), 목사동면(木寺洞面), 죽곡면(竹谷面), 고달면(古達面), 옥과면(玉果面), 입면(立面), 겸면(兼面), 화면(火面)
- 구례군 (求禮郡, 규레이군)
  - 구례면(求禮面), 간문면(艮文面), 토지면(土旨面), 마산면(馬山面), 광의면(光義面), 용방면(龍方面), 산동면(山洞面)
- 광양군 (光陽郡, 고요군)
  - 광양면(光陽面), 옥룡면(玉龍面), 골약면(骨若面), 옥곡면(玉谷面), 진상면(津上面), 진월면(津月面), 다압면(多鴨面)
- 여수군 (麗水郡, 레이스이군)
  - 여수읍(麗水邑), 쌍봉면(雙鳳面), 삼일면(三日面), 소라면(召羅面), 율촌면(栗村面), 화양면(華陽面), 돌산면(突山面), 남면(南面), 화정면(華井面), 삼산면(三山面)
- 순천군 (順天郡, 준텐군)
  - 순천읍(順天邑), 해룡면(海龍面), 서면(西面), 황전면(黃田面), 월정면(月灯面), 쌍암면(雙岩面), 주암면(住岩面), 송광면(松光面), 외서면(外西面), 낙안면(樂安面), 별량면(別良面), 도사면(道沙面), 상사면(上沙面)
- 고흥군 (高興郡, 고쿄군)
  - 고흥면(高興面), 풍양면(豊陽面), 도양면(道陽面), 금산면(錦山面), 도화면(道化面), 포두면(浦頭面), 봉래면(蓬萊面), 점암면(占岩面), 과역면(過驛面), 남양면(南陽面), 동강면(東江面), 대서면(大西面), 두원면(豆原面)
- 보성군 (寶城郡, 호조군)
  - 보성읍(寶城邑), 벌교읍(筏橋邑), 노동면(蘆洞面), 미력면(彌力面), 겸백면(兼白面), 율어면(栗於面), 복내면(福內面), 문덕면(文德面), 조성면(鳥城面), 득량면(得粮面), 회천면(會泉面), 웅치면(熊峙面)
- 화순군 (和順郡, 와준군)
  - 화순면(和順面), 한천면(寒泉面), 춘양면(春陽面), 청풍면(淸豊面), 이양면(梨陽面), 능주면(綾州面), 도곡면(道谷面), 도암면(道岩面), 이서면(二西面), 북면(北面), 동복면(同福面), 남면(南面), 동면(東面)
- 장흥군 (長興郡, 조쿄군)
  - 장흥읍(長興邑), 남면(南面), 관산면(冠山面), 대덕면(大德面), 안량면(安良面), 장동면(長東面), 장평면(長平面), 유치면(有治面), 부산면(夫山面)
- 강진군 (康津郡, 고신군)
  - 강진읍(康津邑), 군동면(郡東面), 칠량면(七良面), 대구면(大口面), 도암면(道岩面), 성전면(城田面), 작천면(鵲川面), 병영면(兵營面), 암천면(晻川面)
- 해남군 (海南郡, 가이난군)
  - 해남면(海南面), 삼산면(三山面), 화산면(花山面), 현산면(縣山面), 송지면(松旨面), 북평면(北平面), 옥천면(玉泉面), 계곡면(溪谷面), 마산면(馬山面), 황산면(黃山面), 산이면(山二面), 문내면(門內面), 화원면(花源面)
- 영암군 (靈岩郡, 레이간군)
  - 영암면(靈岩面), 덕진면(德津面), 금정면(金井面), 신북면(新北面), 시종면(始終面), 도포면(都浦面), 군서면(郡西面), 서호면(西湖面), 학산면(鶴山面), 미암면(美岩面), 삼호면(三湖面)
- 무안군 (務安郡, 무안군)
  - 면성면(綿城面), 일로면(一老面), 이로면(二老面), 삼향면(三郷面), 몽탄면(夢灘面), 청계면(淸溪面), 현경면(玄慶面), 망운면(望雲面), 해제면(海際面), 지도면(智島面), 임자면(荏子面), 자은면(慈恩面), 비금면(飛禽面), 도초면(都草面), 흑산면(黑山面), 하의면(荷衣面), 장산면(長山面), 안좌면(安佐面), 암태면(岩泰面), 압해면(押海面)
- 나주군 (羅州郡, 라슈군)
  - 나주읍(羅州邑), 영산포읍(榮山浦邑), 세지면(細枝面), 왕곡면(旺谷面), 반남면(潘南面), 공산면(公山面), 동강면(洞江面), 다시면(多侍面), 문평면(文平面), 삼도면(三道面), 본량면(本良面), 평동면(平洞面), 노안면(老安面), 금천면(金川面), 산포면(山浦面), 남평면(南平面), 다도면(茶道面), 봉황면(鳳凰面)
- 함평군 (咸平郡, 간헤이군)
  - 함평면(咸平面), 손불면(孫佛面), 신광면(新光面), 학교면(鶴橋面), 엄다면(嚴多面), 대동면(大洞面), 나산면(羅山面), 해보면(海保面), 월야면(月也面)
- 영광군 (靈光郡, 레이코군)
  - 영광면(靈光面), 대마면(大馬面), 무량면(畝良面), 불갑면(佛甲面), 군서면(郡西面), 군남면(郡南面), 염산면(鹽山面), 백수면(白岫面), 법성면(法聖面), 홍농면(弘農面), 위도면(蝟島面), 낙월면(落月面)
- 장성군 (長城郡, 조조군)
  - 장성읍(長城邑), 진원면(珍原面), 남면(南面), 동화면(東化面), 삼서면(森西面), 삼계면(森溪面), 황룡면(黃龍面), 서삼면(西三面), 북일면(北一面), 북이면(北二面), 북상면(北上面), 북하면(北下面)
- 완도군 (莞島郡, 간토군)
  - 완도읍(莞島邑), 군외면(郡外面), 신지면(薪智面), 고금면(古今面), 금일면(金日面), 청산면(靑山面), 소안면(所安面), 노화면(蘆花面)
- 진도군 (珍島郡, 진토군)
  - 진도면(珍島面), 군내면(郡內面), 고군면(古郡面), 의신면(義新面), 임회면(臨淮面), 지산면(智山面), 조도면(鳥島面)

### 섬
- 제주도 (濟州島, 사이슈토)
  - 제주읍(濟州邑), 애월면(涯月面), 한림면(翰林面), 대정면(大靜面), 안덕면(安德面), 중문면(中文面), 서귀면(西歸面), 남원면(南元面), 표선면(表善面), 성산면(城山面), 구좌면(舊左面), 조천면(朝天面), 추자면(楸子面)

## 역대 도지사
| 호적   | 이름            | 한자 표기   | 재임 기간                          | 비고                              |
| ------ | --------------- | ----------- | ---------------------------------- | --------------------------------- |
| 내지인 | 노세 다쓰고로   | 能勢 辰五郎 | 1910년 10월 1일 - 1911년 5월 15일  | 전라남도 장관, 사망               |
| 내지인 | 구도 에이이치   | 工藤 英一   | 1911년 5월 24일 - 1916년 3월 28일  | 전라남도 장관                     |
| 내지인 | 미야기 마타시치 | 宮木 又七   | 1916년 3월 28일 - 1919년 9월 26일  | 장관, 1919년 8월부터 전라남도지사 |
| 내지인 | 이스미 주조     | 亥角 仲蔵   | 1919년 9월 26일 - 1921년 8월 5일   |                                   |
| 조선인 | 원응상          | 元應常      | 1921년 8월 5일 - 1924년 12월 1일   |                                   |
| 조선인 | 장헌식          | 張憲植      | 1924년 12월 1일 - 1926년 8월 14일  |                                   |
| 조선인 | 석진형          | 石鎭衡      | 1926년 8월 14일 - 1929년 1월 19일  |                                   |
| 조선인 | 김서규          | 金瑞圭      | 1929년 1월 19일 - 1929년 12월 11일 |                                   |
| 내지인 | 마노 세이이치   | 馬野 精一   | 1929년 12월 11일 - 1931년 9월 23일 |                                   |
| 내지인 | 야지마 스기조   | 矢島 杉造   | 1931년 9월 23일 - 1935년 2월 20일  |                                   |
| 내지인 | 곤도 쓰네타카   | 近藤 常尚   | 1935년 2월 20일 - 1936년 6월 29일  |                                   |
| 내지인 | 마쓰모토 이오리 | 松本 伊織   | 1936년 7월 6일 - 1937년 7월 3일    |                                   |
| 내지인 | 신가이 하지메   | 新貝 肇     | 1937년 7월 3일 - 1940년 9월 2일    |                                   |
| 조선인 | 다케나가 가즈키 | 武永 憲樹   | 1940년 9월 2일 - 1943년 9월 30일   | 엄창섭(嚴昌燮)에서 개명           |
| 내지인 | 효도 마사루     | 兵頭 儁     | 1943년 9월 30일 - 1945년 5월 20일  |                                   |
| 내지인 | 야기 노부오     | 八木 信雄   | 1945년 5월 20일 - 1945년 8월 15일  | 광복                              |

## 같이 보기
- 한국의 행정 구역